# Sloga (parobrod)
Sloga je bila prvi hrvatski parobrod. Plovio je pod zastavom Trojedne Kraljevine Hrvatske.
Porinut je pod imenom »Floridsdorf«. U Beču ga 1844. kupuje barun Ambroz pl. Vranicanji-Dobrinović te iste godine doplovljava u Zemun, time i u Trojednu Kraljevinu Hrvatsku. Dana 8. rujna 1844. uplovljava u novu matičnu luku, u Sisak, kao dio gospodarskog ulaganja baruna Vranicanjija u Središnju Hrvatsku. Prevozio je različita dobra i teglio brodove Savom na razdaljini Sisak–Zemun, u vlasništvu sisačkog Savsko-kupskog društva parobrođenja.
Nakon godinu dana plovidbe, nasukala se i potonula 16. rujna 1845. kod Bošnjaka.